# Olšany u Prostějova
Obec Olšany u Prostějova se nachází v okrese Prostějov v Olomouckém kraji. Leží mezi Prostějovem a Olomoucí a žije zde přibližně 1 800 obyvatel. Olšany u Prostějova jsou poprvé prokazatelně připomínány v historických pramenech roku 1141, ovšem bohaté archeologické nálezy v okolí dokazují už pravěké osídlení, a jsou jednou ze středně velkých venkovských obcí na okrese Prostějov.

## Geografie
Obec je výhodně položena mezi Prostějovem a Olomoucí, 8 km severovýchodně od Prostějova na pravém břehu říčky Blaty. Na severu sousedí olšanský katastr s obcemi Lutín a Hněvotín, na východě s Bystročicemi a s Vrbátkami, na jihu se Smržicemi a na západě pak s Čelechovicemi a Třebčínem. Olšany patří k typicky nížinatým obcím. Nadmořská výška se pohybuje od 219 do 222 m nad mořem a je tedy o několik metrů nižší než u Prostějova.
Původně měla obec tvar hanácké okrouhlice s návsí v podobě trojúhelníku lemovanou grunty. Náves na jihozápadním okraji uzavíraly farní pozemky. Uprostřed návsi stojí barokní kostel sv. Jana Křtitele z roku 1741, za nímž bylo močidlo konopí a rybník pro plavení koní. V roce 1873 bylo močidlo zavezeno a provedena sadová úprava návsi, ze která o něco později zmizel i zmíněný rybníček. Od konce 18. stol se začaly Olšany rozšiřovat podél císařské silnice Olomouc – Prostějov, která vedla středem obce. Do poloviny 70. let 19. století byly Olšany výlučně zemědělskou obcí. Teprve tehdy tu byl založen první malý průmyslový podnik – parní pila s pozdější výrobou beden a mlýnem, k němuž na sklonku 19. století přibyla družstevní mlékárna.
Geologický profil obce a okolí je zajímavý tím, že úrodnými nivními uloženinami, ležícími na pliocenních usazeninách, procházejí zlomy, které vytvořily výrazné, avšak nepříliš vysoké hřbety, oddělující Olšany od Prostějova a Olomouce.

## Název
Název obce je odvozen od slova „olše“ – jde o 4. pád množného čísla staročeského obyvatelského jména olšěné – „lidé z olší, nebo místa porostlého olšemi“, které rostly ve zvýšené míře v povodí říčky Blaty. V minulosti se vyskytovaly od dnešní formy psaní jména obce jen nepatrné odchylky: roku 1141 Olsaz, roku 1180 Olsane, roku 1287 de Olschan, roku 1527 v Wolssanech, roku 1716 Ollschan, roku 1846 Olschan, Olssany. Německý název Olschan byl jen otrockým převodem původního českého – slovanského názvu.

## Historie

### Nejstarší dějiny obce
Někdy se jako první písemná zmínka o Olšanech uvádí rok 1050, ovšem první opravdu potvrzená písemná zmínka o Olšanech pochází z roku 1141. V soupisu popluží, patřících v tomto roce olomoucké kapitule lze najít též popluží olšanské. Roku 1180 věnoval český kníže Bedřich spolu s manželkou Alžbětou olomouckému kostelu „pro spásu svého syna Vratislava“ celou vesnici Olšany. Biskup Dětleb si však záhy nato vyžádal od knížete souhlas, aby ji mohl vyměnit s nějakým rytířem Zbraslavem za majetek kolem Mohelnice. O novém majiteli Olšan rytíři Zbraslavovi není známo nic bližšího, jen že byl synem nějakého Voka. 1. ledna 1287 je pak první zmínka o olšanském farním kostele. Vojslava, vdova po Jenčovi z Deblína, která měla v Olšanech statek, dala patronátní právo kostela sv. Jana Křtitele v Olšanech klášteru sv. Kateřiny v Olomouci, ovšem slova „Jana Křtitele v Olšanech“ jsou dopsána dodatečně na razuře a původní text zněl „sv. Bartoloměje ve Vážanech“, jak dokazuje jiný exemplář této listiny publikovaný v moravském kodexu z archivu brněnských jezuitů. K odstranění původního textu z listiny došlo asi v druhé polovině 14. století, kdy byly vedeny spory o patronátní právo olšanského kostela. Svůj majetek v Olšanech klášter dominikánek od sv. Kateřiny rozšířil roku 1370, když koupil jeden lán od Herše z Olšan. V retrospektivním úvodu farní kroniky (vedené od roku 1899) ještě záznam k roku 1373, který připomíná okrouhlou zděnou kapli při západním straně osady.

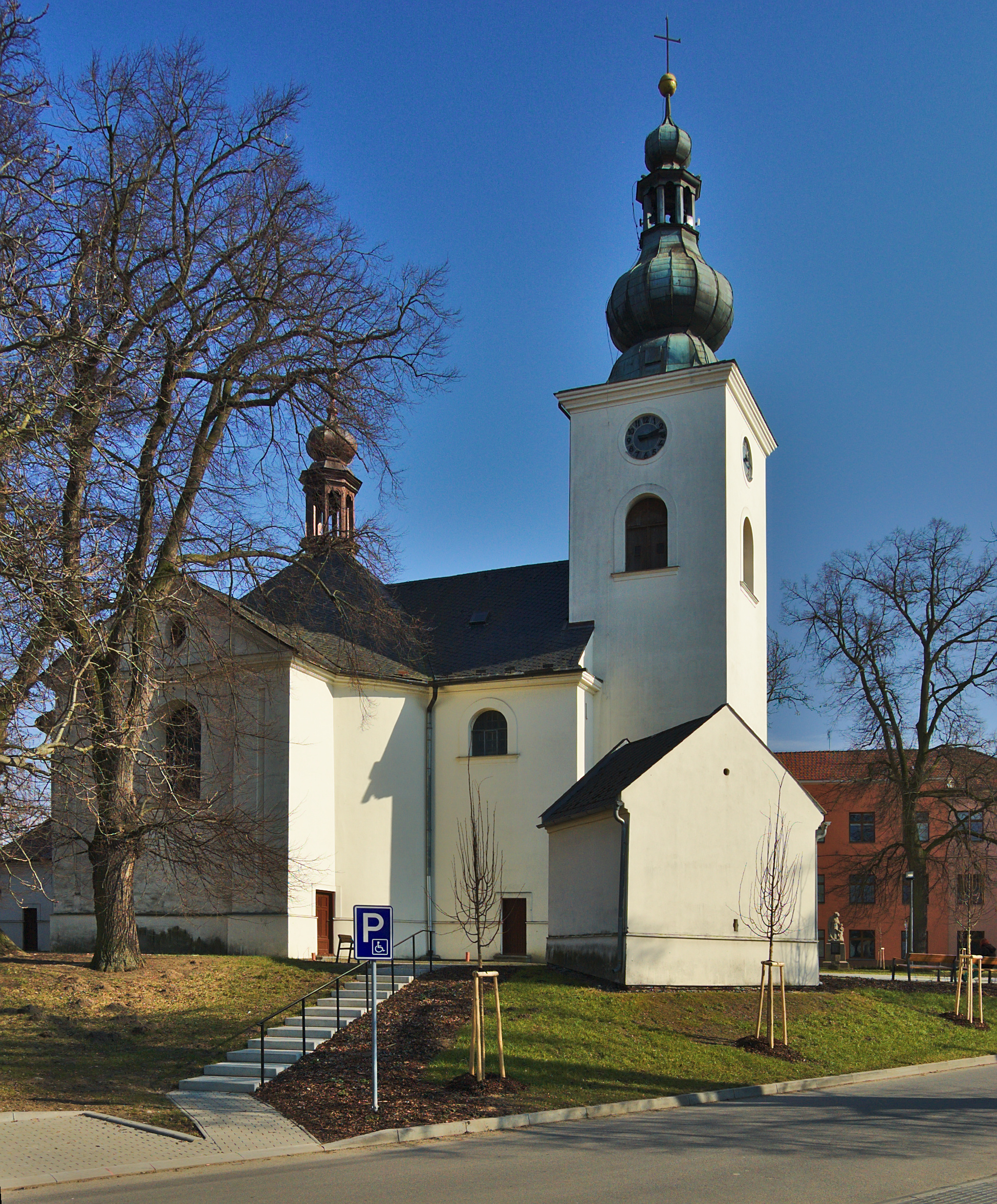
Kostel svatého Jana Křtitele

Po smrti faráře Zdeňka vypukl v roce 1378 spor o obsazení fary v Olšanech mezi klášterem sv. Kateřiny a šesti dalšími držiteli Olšan, jimž příslušela také část patronátu. Církevní soud v Olomouci odklidil spor rok později tím, že stanovil určité pořadí při obsazování farářského místa a na místo potvrdil Jana Hřimáče. Olšanským farářem se pak roku 1399 stal Jan Gran, o čemž svědčí listina pro pustoměřský klášter z tohoto roku. V roce 1410 ale propukl nový spor o právo jmenovat faráře. Tentokrát rozhodoval o sporné otázce pražský církevní soud. Tím však sporům tohoto druhu nebyl učiněn konec. Roku 1450 vyhořel husitskými válkami těžce zkoušený klášter olomouckých dominikánek od sv. Kateřiny. Při požáru, kromě materiálních škod, přišel klášter též o archiv, čímž se značně ztížila jeho pozice ve sporech s feudály o vrácení rozchvácených statků, protože nemohl své nároky ničím doložit. Roku 1492 svěřil král Vladislav Jagellonský opravu (právní ochranu) nad částí Olšan, kterou držel klášter dominikánek, majitelům plumlovského panství Johance z Kravař, její dceři Ludmile a zeťovi Vratislavovi z Pernštejna, aby lépe zajistil bezpečnost jejich statků.
Přese všechno však zůstávala hospodářská situace kláštera neutěšená a klášter byl nucen přistoupit k postupnému výprodeji svých práv a pozemků. Prodal např. roku 1516 od svého dvora v Olšanech jeden lán a půl louky za 300 hřiven do dědičného vlastnictví svému poddanému Matěji Nesadovi. Dále dominikánky prodaly v roce 1517 svým olšanským poddaným právo na odúmrť, to znamená právo na svobodné odkazování majetku. Co se týče místního farní správy, je k roku 1494 doloženo, že si farář Štěpán stěžoval na Jana Kolesu, který zde měl statek, že mu neodvádí desátek, a k roku 1527, že farář Jan Šťavka soudně vymáhal desátek od poddaných kláštera sv. Kateřiny. Za jeho působení (až do roku 1568) byla fara vypleněna vojáky pod vedením Petra ze Žerotína, táhnoucími k Uherskému Hradišti. Zanechali zde truhlu klenotů a stříbra, kterou převzala olomoucká kapitula, i když si na ni činil nárok Jan z Pernštejna. Dominikánky se opět zbavovaly částí svého majetku, když roku 1538 prodaly čtvrt role ode dvora olšanského fojtovi Vávrovi a v roce 1543 další čtvrt role a louku Tomanovi Beránkovi z Olšan. Jako důvod tohoto prodeje klášternice uvedly obtíže při placení stále rostoucích berní a připouštěly možnost, že budou nuceny svůj olšanský majetek prodat celý.
Naopak v roce 1550 svou část obce s půlkou patronátního práva prodali synové Jana z Pernštejna Jindřichovi ze Zástřizl. Ten pak roku 1552 vyměnil svoje poddané v Olšanech za poddané premonstrátů z Klášterního Hradiska ve vsi Roštíně na Kroměřížsku. Také klášter dominikánek u sv. Kateřiny v Olomouci vyměnil v roce 1568 svých čtyřiadvacet poddaných s dvanácti domy a farní patronát s premonstrátským klášterem Hradisko u Olomouce, který již vlastnil část Olšan, za jedenadvacet poddaných ve Štětovicích a sedmnáct v Tážalech. Od této doby dosazoval klášter Hradisko svoje řeholníky na místní faru a tato směna také zakončila proces postupné likvidace středověké roztříštěnosti držby vsi a soustředila Olšany, s výjimkou dvou gruntů olomoucké kapituly, v rukou jednoho majitele.

### Třicetiletá válka
Vlivem strategické polohy na důležité cestě mezi Olomoucí a Prostějovem byly Olšany v době třicetileté války místem častých průtahů armád obou válčících stran – stavovských vojsk i armády císaře Ferdinanda II. Jako církevní statek, jehož majitelé byli oddanými stoupenci císařské politiky, byly Olšany poškozovány hlavně stavovským vojskem, ale ani císařští je nijak nešetřili. Města Olomouc a Prostějov se připojila k českému stavovskému povstání a prostor v jejich okolí byl až do Bílé Hory ovládán stavovskými vojsky.
29. června 1619 obsadila olomoucká stavovská posádka pod vedením Hartmana Puchheima premonstrátský klášter v Hradisku. Opat byl uvězněn v Olomouci, mniši vyhnáni a statky zabaveny. Útoku na klášter se tehdy zúčastnilo i několik set poddaných z klášterních vesnic. V únoru 1620 měly Olšany možnost holdovat novému králi Fridrichu Falckému, zvolenému českými stavy, který tudy projížděl se svým průvodem při cestě z Brna do Olomouce. Ovšem už v listopadu téhož roku proběhla bitva na Bílé Hoře, která předznamenala konec třicetileté války v českých zemích. 11. ledna 1621 se tak Olšany stály svědkem vítězného tažení císařské armády generála Buquoye, jíž Olomouc otevřela své brány. V listopadu se sice stavovská vojska se pod vedením Jiřího Krnovského pokusila dobýt města zpět, byla však odražena a musela se spokojit s tím, že vyplenila okolní vesnice. Ještě počátkem roku 1624 byla Olomouc znovu ohrožena, když na Moravu vpadlo vojsko Gábora Bethlena, ale císařská posádka je udržela. Ovšem okolní vesnice utrpěly značné škody.
Po vítězství Habsburků se klášter na Hradisku podílel na rekatolizaci Moravy a tak např. místní farář v roce 1633 hlásil, že všichni obyvatelé Olšan jsou katolíky. 14. června 1642 nicméně ještě došlo po čtyřdenním obléhání k dobytí Olomouce Švédy pod vedením generála Torstensona. Císařské vojsko se pokusilo několikrát dobýt město zpět, ale muselo pokaždé odtáhnout s nepořízenou. Olšany byly zničeny i s dvorem a farou a kostel znesvěcen. Vrchnosti se podařilo zachránit pouze dobytek ze dvora a z ovčína, který to premonstráti počátkem 17. století zřídili. Třicetiletou válku ukončil až vestfálský mír roku 1648. Následkem vylidnění a nedostatku kněžích ale olšanská farnost k roku 1653 zanikla, zdejší kostel se stal filiálním těšetického kostela a faru přebral Martin Oplický, farář z Těšetic, které byly též pod patronací hradišťských premonstrátů. V Olšanech zbyl jen místní kaplan.

### Obnovování obce
Po švédském plenění přikročili premonstráti k celkové obnově kláštera roku 1656 a brzy nato i k obnově svých objektů v poddanských vesnicích. Některé z nich, jako ovčírna a sýpka v Olšanech musely být úplně strženy a postaveny znovu. Ve stájích dvora premonstrátského kláštera v Olšanech bylo v tu dobu chováno 90 kusů hovězího dobytka a v olšanské ovčírně asi 1500 kusů ovcí. Ke znovuvysvěcení olšanského kostela po znesvěcení Švédy došlo roku 1669, stále zde však nebylo ani samostatné farní budovy. K roku 1705 se opatem kláštera v Hradisku stal Bernard Wanke a roku 1710 započala barokní přestavba olšanského kostela. Kruhová loď byla rozšířena do kříže, byla obnovena fara. Vedení farních matrik započalo roku 1711 (vedeny byly latinsky až do roku 1779, kdy byly psány německy, česky pak až od roku 1867).
18. srpna tohoto roku ale Olšany zachvátil veliký požár a celá obec lehla popelem spolu s kostelem i farou. Olšanskou duchovní správu vedl p. Petr Látal (jeho příchod do obce není znám). Ten o neštěstí napsal: „Roku 1711 dne 18. srpna odpoledne o půl třetí udeřil blesk v Olšanech do domu Jiřího Hrabala a zapálil vesnici, při kterémžto požáru shořelo 45 rolnických domů, stodol 29, ve dvoře olšanském stodola, stáje, kuchyně a malí ovčinec, 3 osoby se udusily: Kateřina Kouřilová, pacholek Vychodilův a dítě Ondřej Kučera. Mikuláš Medek shořel na prach. Shořel též kostel a vše co v něm bylo, ciborium, ve kterém se uchovávala Velebná Svátost, se roztavilo a zvony pukly. Fara v mé nepřítomnosti shořela úplně a poněvadž v ní byly uschovány knihy účetní kostela olšanského, kniha matrik, shořely i ty. Z mích věcí nezachovalo se nic než bílé umývadlo.“

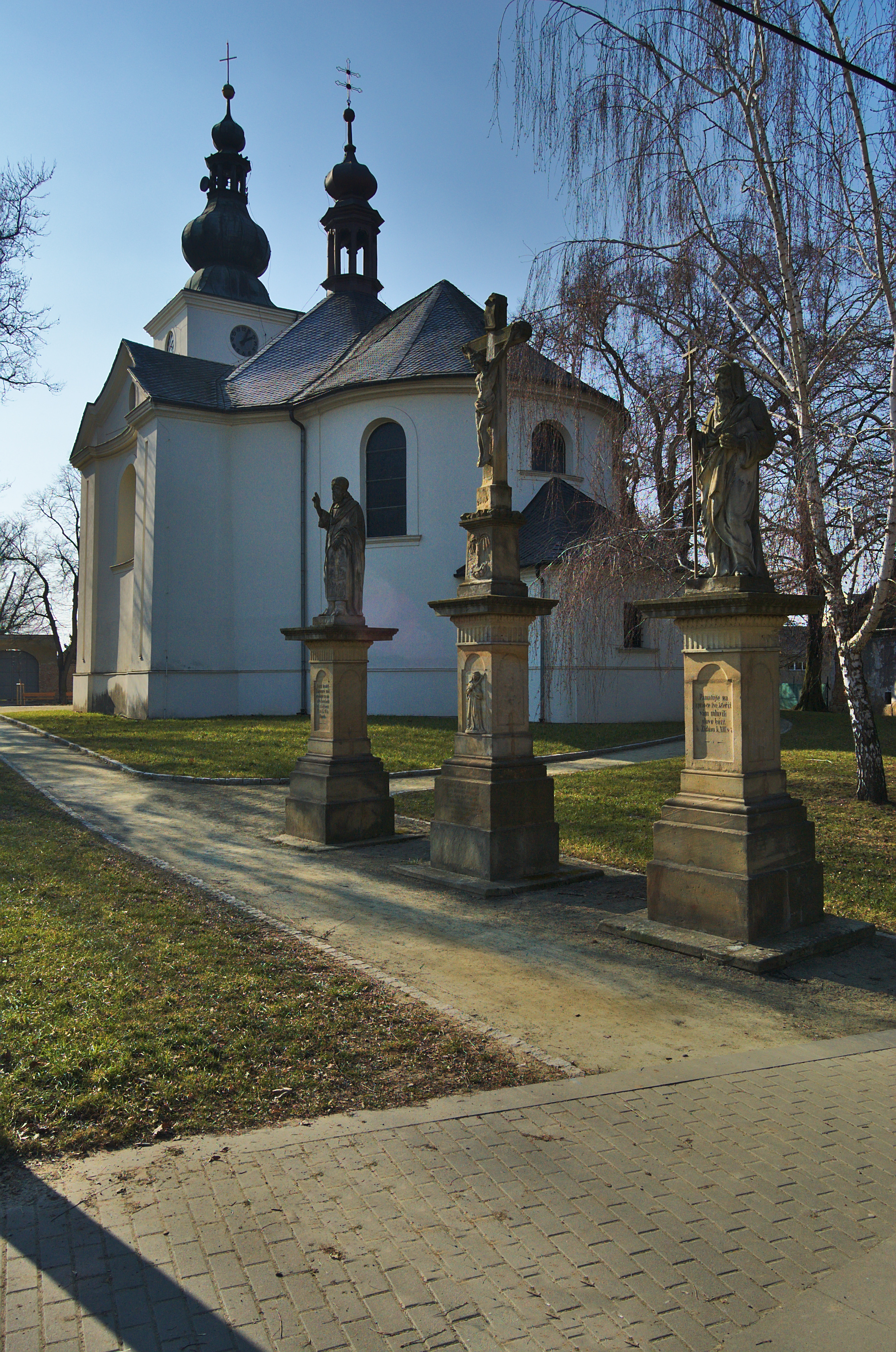
Sochy Cyrila a Metoděje, kříž na návsi a kostel svatého Jana Křtitele

Kostel Neposkvrněného početí Panny Marie a sv. Jana Křtitele byl znovuvystavěn v letech 1712 až 1714, kdy byla postavena věžka nad hlavním obloukem kostela. O rok později byla znovupostavena také fara. O její restaurování se zasloužil p. Petr Látal. Soužila ale jako sídlo prelátů klášterního hradiska v Olomouci a místní duchovní správce obýval pouze kaplánku odloučenou od prelatury. Farní obročí – desátek 43 kop pšenice a ovsa 61/2 kopy vajec a 61 dnů roboty bylo vyplaceno roční rentou 425 zl. 31/2 kr. Roku 1728 byla postavena císařská silnice. Olšanští přitom byli povinni při stavbě vykonávat tažné a ruční práce a poskytovat spřežení. Ke znovuvysvěcení kostela biskupem Jakubem Arnoštem z Lichtenštejna došlo až 12. října 1741.

### Prusko-rakouská střetnutí
V polovině 18. století zasáhly do života obce slezské války, které od roku 1740 vedla Marie Terezie s pruským králem Fridrichem II. Velikým. 25. prosince 1741 stanula pruská vojska před Olomoucí, která po dvou dnech kapitulovala. Rakouské vojsko odtáhlo z Olomouce do Brna a Prusové obsadili 7. ledna 1742 i Prostějov. Válečné útrapy, které s sebou nesla pruská okupace, rekvizice potravin pro vojáky a koně, vymáhání výpalného a morové nákazy, neminuly samozřejmě ani zdejší venkovské obyvatelstvo.
Hlavní rakouská císařská armáda vytáhla 1. dubna 1742 pod velením švagra Marie Terezie Karla Lotrinského ze svého ležení u Českých Budějovic proti Prusům na Moravu. Rakouská armáda postupovala z jihu země a pruský král se proto rozhodl převést své vojsko přes severní Moravu do Čech. 13. dubna opustily poslední pruské oddíly Prostějov a téhož dne přitáhl do města předvoj vojska Karla Lotrinského. O čtyři dny později přijel do města i jeho velitel. Jeho vojska rozložená po vesnicích v okolí Prostějova se 19. dubna soustředila u Držovic a následujícího dne odtáhla k Olšanům. Karel Lotrinský se se svým štábem ubytoval ve vesnici a pro vojsko byl zřízen tábor po obou stranách císařské silnice mezi říčkou Blatou a kopcem Babou. Rakouská armáda čítající 30 tisíc mužů ležela u Olšan devět dnů, Karel Lotrinský však opustil město už 23. dubna, aby vtáhl do osvobozené Olomouce, kterou téhož dne opustil pruský sbor Bedřicha z Anhaltu o 17 tisíc mužích. 28. dubna opustila rakouská armáda tábor u Olšan a vracela se se svým velitelem zpět přes Prostějov a Brno do Čech.
Ve válečném archivu ve Vídni je kniha Památník s francouzským titulem. Patřila princi Karlu Lotrinskému a objevil ji dr. Jan Kühndel z Prostějova roku 1936. Jsou v ní kresby z okolí Prostějova, kudy pochodovalo vojsko směrem k Olomouci. Kreslil je asi zručný kreslíř, patrně nějaký důstojník z inženýrského oddílu Karlovy armády. Mezi kresbami je též pohled na Olšany, jde o nejstarší pohlednici z Olšan roku 1742. Je na ní zakreslena fara, zídka kolem zahrady, stodola krytá došky, kostel s kusou věží, zídka kolem hřbitova, lípy kolem kostela ještě nebyly, bývalá Hradilova hospoda – ale jen sál a stará škola.
17. června 1748 Marie Terezie s císařem Františkem přišli do Olomouce, kde přihlíželi probíhajícím stavebním pracím na barokním opevnění a 18. června si prohlédli vojenský tábor u Olšan. O pár let později se Olšany znovu dostaly do přímé sféry vojenských operací za tzv. sedmileté války, kdy se pruský král Fridrich II. Veliký pokusil dobýt Olomouc a pak chtěl pokračovat směrem na Vídeň. 6. května 1758 stanuly pruská vojska před Olomoucí, tentokráte se však snadný úspěch pruské armády neopakoval a nově zbudované bastionové opevnění slavilo úspěch.
Nový císař Josef II. se dvakrát, v letech 1768 a 1769, účastnil vojenských cvičení v okolí vojenského tábora pod kopcem Baba u Olšan, tehdy ovšem ještě jako spoluvladař své matky. Roku 1770 byla obnovena vížka nad hlavním obloukem kostela. Ve věžce je z tohoto roku latinsky psaná listina, z níž je patrno, že císař Josef II. byl na olšanské faře třikrát hostem hradišťského opata Václavíka a sám jej přijal v audienci ve stanu ve vojenském táboře u Olšan. Ve vojenském táboře pod kopcem Baba nedaleko Olšan se také Josef II. roku 1778 sešel s pruským králem Fridrichem II. Prohlédl si i Magacin, vojenskou budovu nedaleko Olšan směrem na Lutín, sloužící jako předsunuté vozatajské oddělení olomoucké barokní pevnosti, do nějž se vozilo proviantní seno z celé Moravy.

### Do první světové války
Premonstrátský klášter Hradisko u Olomouce byl zrušen v roce 1787 a správu kostela a fary přebrala náboženská matice, která povýšila lokální kostel na farní. Prvním olšanským farářem byl jmenován p. Maxmilian Weiser, který zde působil jako jako duchovní správce už od roku 1784 a který 9. července o rok dříve posvětil nový hřbitov za vesnicí (upomínkou na původní hřbitov zůstala kostnice v blízkosti kostela, ještě roku 1794 žádali olšanští krajský úřad, aby směli pochovávat na starém hřbitově u kostela, byli ovšem odmítnuti). Farářem zůstal do roku 1809, žil ale v Uničově a později v Prostějově. Vlastní farnost byla ve správě náboženské matice až do roku 1826. Na pozemcích zrušeného olšanského dvora, který patřil hradišťskému klášteru, byla roku 1788 založena osada Karlov.
Ve vojenském táboře nedaleko Olšan se v listopadu 1805 soustřeďovala rusko-rakouská vojska pod vedením generála Kutuzova čítající asi 86 tisíc mužů před tažením na Slavkov. Císař František a ruský car Alexander byli v Olomouci, často sem ale dojížděli. Zvláště ruští vojáci drancovali obec. Po porážce u Slavkova přitáhla 2. prosince k vojenskému táboru u Olšan francouzská vojska a za pomoci místních jej vyrabovala, občané tak aspoň zmírnili škody způsobené jim rusko-rakouskými vojsky.
Olšany postihl roku 1809 veliký požár, který zničil i faru. Vlastní Olšany získali roku 1826 získali hrabata Filip Ludvík a Mořic de Saint Genois. Od náboženské matice koupili patronátní právo a statky bývalého hradišťského panství. V roce 1833 v obci řádil opět veliký požár, při kterém musela být stržena věžka nad hlavním obloukem kostela, aby vlastní kostel a fara byly uchráněny před shořením. Obnovena byla roku 1835. Je zaznamenáno, že farář Jan Babor si roku 1842 stěžoval vrchnostenskému úřadu, že farníci nechtějí o žních robotovat na jeho polích, úřad pak nařídil olšanskému rychtáři Janu Mlčochovi, aby obyvatele vesnice přidržel k plnění jejich povinností. 14. února 1847 byl olomouckým děkanem a kanovníkem Unckhrochtsbergerem jmenován novým olšanským farářem jmenován Ludvík Walecžek. Dosud plochá věž kostela byla nákladem 1300 zlatých opatřena roku 1858 kupolí a v roce 1863 byla osazena hodinami.
Roku 1866 vypukla prusko-rakouská válka. Po katastrofální porážce u Hradce Králové 3. července ustoupila rakouská vojska v panickém spěchu směrem k Olomouci, bezprostředně sledována pruskými sbory. 14. července došlo poblíž Olšan u přechodu přes Blatu ke srážce mezi pruskou a rakouskou jízdou. Vítězné pruské vojsko o síle asi 18 tisíc mužů pak na tři následující dny obsadilo a rabovalo Olšany. Vojsko bylo po 200 až 250 mužích ubytováno po olšanských domech a podle žádosti o náhradu škod „šeredně řádili, větší díl rodin docela vyjedli a hrozně pastušili“. Válkou poničenou krajinu si roku 1867 osobně prohlédl rakouský císař František Josef I., když v září zavítal do Olomouce a projížděl přitom přes Olšany.
Některé statky bývalého hradišťského panství a patronátní právo k olšanské faře roku 1878 odkoupil od hrabat Saint Genois kníže Lichtenstein. O dva roky později začala být vedena obecní kronika, byla už od počátku psána česky a její retrospektivní úvod začíná rokem 1866. V roce 1881 byla upravena cesta od fary k Hliníčku a roku 1887 byla provedena stavba farské stodoly. Příští rok se pak vybíralo v Olšanech a na Karlově 13 % a na Hablově 91/2 % na uhrazení stavby stodoly a doplacení výdajů na opravu kostela, v roce 1888 se zase vybíralo na stavbu kostnice a opravu kostelních hodin.

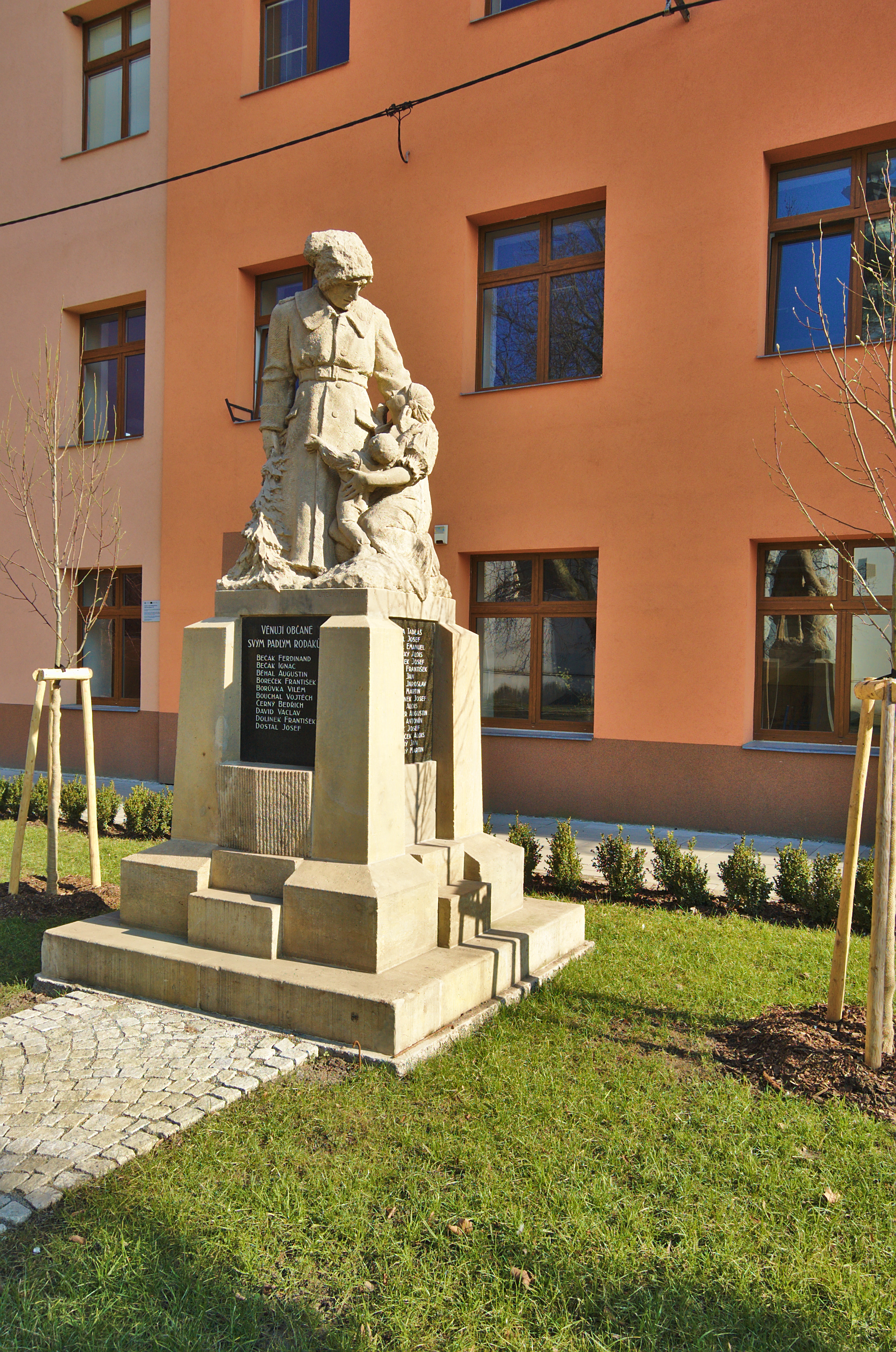
Památník padlým občanům

Místní faře patřilo k roku 1892 celkem 48 ha pozemků, byla tak v Olšanech největším zemědělským závodem. V roce 1899 farář Antonín Zeman založil farní kroniku. Kronika měla také retrospektivní úvod, byla ale psána latinsky. Roku 1901 byla na olšanském kostele spravena střecha a byla zřízena nová malá věžka. 2. srpna 1906 Antonín Zeman zemřel, pochován je na olšanském hřbitově. 1. února 1911 byla v Olšanech provedena elektrifikace. V jejím rámci byl proud zaveden též do kostela a zřejmě také na faru. V roce 1913 pak byly na věž kostela instalovány hodiny, zakoupené obcí. Během první světové války byly roku 1916 v rámci rekvírování kovů pro rakouskou armádu olšanskému kostelu zabaveny dva zvony. O rok později byl zabaven i třetí.

### Československo
Na základě zákona č. 318 z 25. května 1919 o pachtovní půdě požádalo 50 olšanských pachtýřů o vydání 142 měřic farních a 81/2 kostelních pozemků. 16. srpna 1925 se konalo svěcení nových zvonů pro olšanský kostel a v roce 1931 se kníže Lichtenstein vykoupil z patronátu, od té doby obsazoval olšanskou faru olomoucký arcibiskup. Rok po zřízení protektorátu byla zbourána stará kaplanka, opuštěná po zřízení samostatné duchovní správy, a na jejích základech byl postaven nový farní dům. 8. dubna 1941 byly z věže odebrány tři zvony, ale před jejich sundáním byl pořízen gramofonový záznam jejich hlasu. 5. června 1941 byl zahájen provoz dětského útulku v novém farním domě.
Na konci druhé světové války byla na faře umístěna německá vysílací stanice a po Velikonocích roku 1945 také vojenský lazaret, v budově obecní školy fungovala navíc polní nemocnice. U kostela byli pochováni tři němečtí vojáci. Olšany byly během osvobozování Československa opevněny zákopy a 8. května, když se na návsi shromáždilo množství německých vojáků, byl na ni třikrát proveden ruský nálet. Okna školy byla vybita, na kostele navíc poškozena vitráž a došlo ke zničení stodoly v blízkosti fary.
Po válce došlo k rozsáhlé rekonstrukci interiéru kostela, elektroinstalace, omítek a oken, později v letech 1957–1959 proběhla ještě rekonstrukce fasád kostela a velká věž byla natřena červenou barvou k roku 1969 byly instalovány elektrické věžní hodiny. Dům č. 67 (fara) ale doznal změn, v roce 1955 v něm byla otevřena zubní ordinace a roku 1958 byla v prvním poschodí navíc zřízena lékařská stanice a též sem byla přemístěna poradna pro matky s dětmi. V návaznosti na rekonstrukci státní silnice Olomouc – Prostějov byla v letech 1971–1973 postavena nová zeď farské zahrady a byly vysvěceny tři nové zvony. 18. ledna 1973 byla olšanská fara byla spolu s kostelem zapsána do seznamu památkově chráněných objektů pod č. rejstříku 17167/7 – 5670. Další změnou bylo postavení mateřské školy na farní zahradě v letech 1978–1980 a k roku 1982 byla zahájena rekonstrukce velké kostelní věže, která byla pokryta měděným plechem. Olšanská farnost je od roku 1993 spravována excurrendo z Prostějova.

## Obyvatelstvo

### Struktura
Vývoj počtu obyvatel za celou obec i za jeho jednotlivé části uvádí tabulka níže, ve které se zobrazuje i příslušnost jednotlivých částí k obci či následné odtržení.
| Místní části   | Místní části             | 1869 | 1880 | 1890 | 1900 | 1910 | 1921 | 1930 | 1950 | 1961 | 1970 | 1980 | 1991 | 2001 | 2011 |
| -------------- | ------------------------ | ---- | ---- | ---- | ---- | ---- | ---- | ---- | ---- | ---- | ---- | ---- | ---- | ---- | ---- |
| Počet obyvatel | část Olšany u Prostějova | 1352 | 1417 | 1546 | 1607 | 1762 | 1662 | 1837 | 1616 | 1632 | 1489 | 1437 | 1414 | 1405 | 1571 |
| Počet domů     | část Olšany u Prostějova | 232  | 279  | 290  | 315  | 323  | 329  | 377  | 405  | 399  | 389  | 395  | 442  | 450  | 490  |

## Muzea
- Hasičské muzeum (založil Alois Vláčil roku 1995)
- Obecní muzeum (založil Alois Vláčil roku 2004)

## Pamětihodnosti
- Kostel svatého Jana Křtitele
- Kříže u kostela

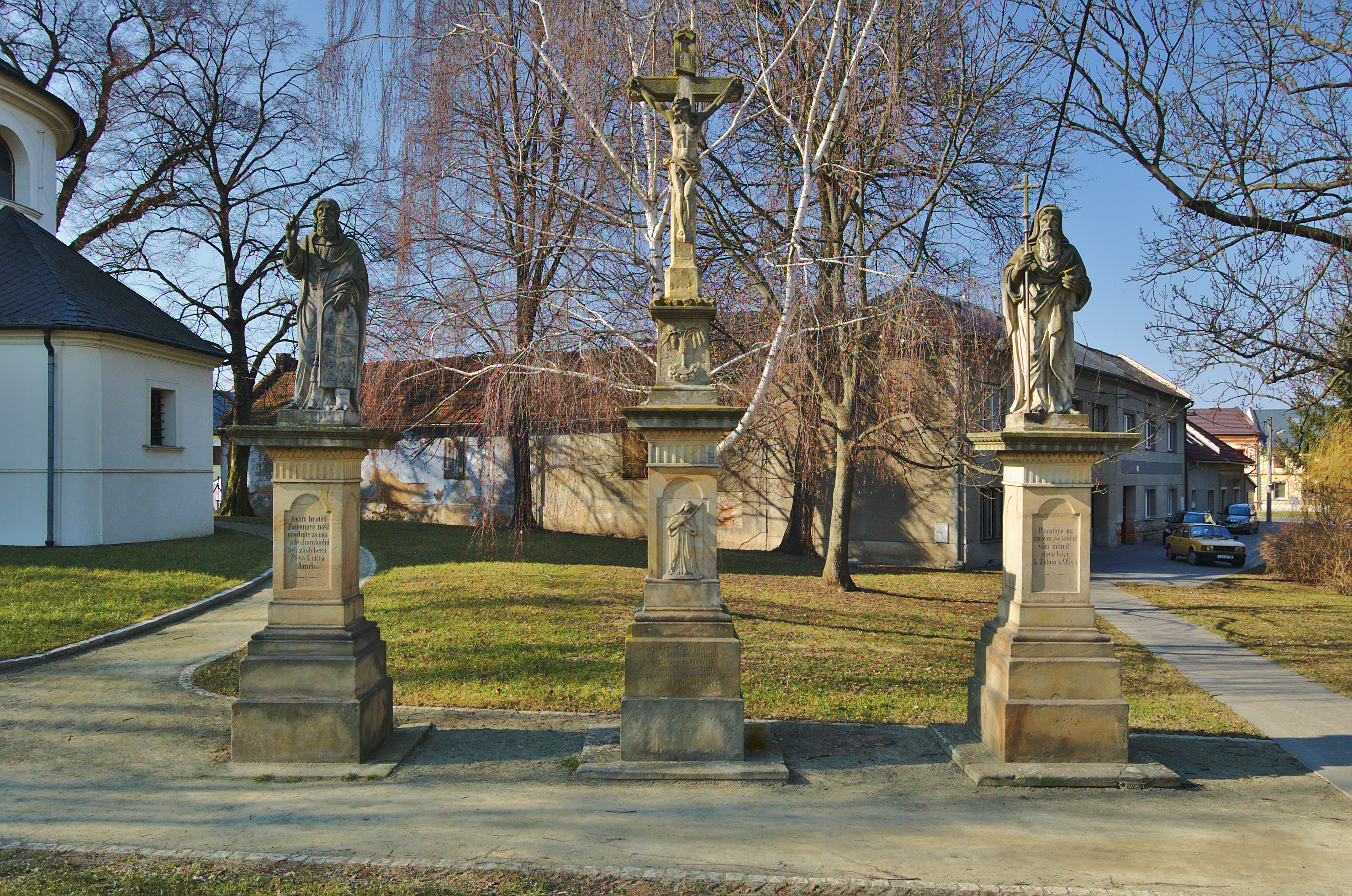
Sousoší a kříž na návsi

- Socha svatého Jana Nepomuckého na mostě
- Sousoší Panny Marie, svatého Norberta a svatého Floriána na návsi
- Sousoší Ukřižování
- Smírčí kříž
- Hraniční kámen před kostelem
- Fara

## Části obce
- Olšany u Prostějova
- Hablov

## Sport
V obci působí fotbalový oddíl TJ Sokol Olšany u Prostějova.

## Fotogalerie

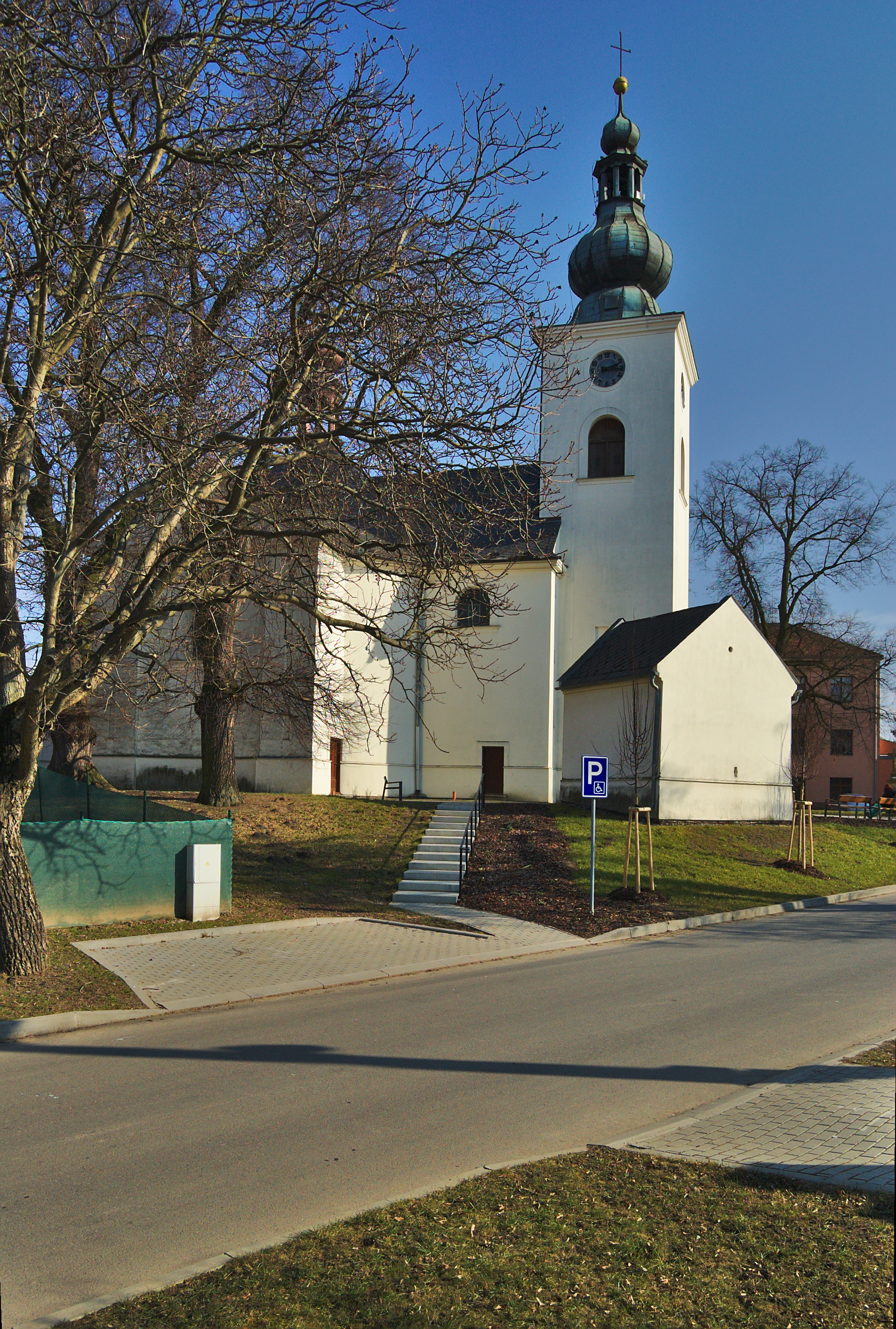
Kostel svatého Jana Křtitele
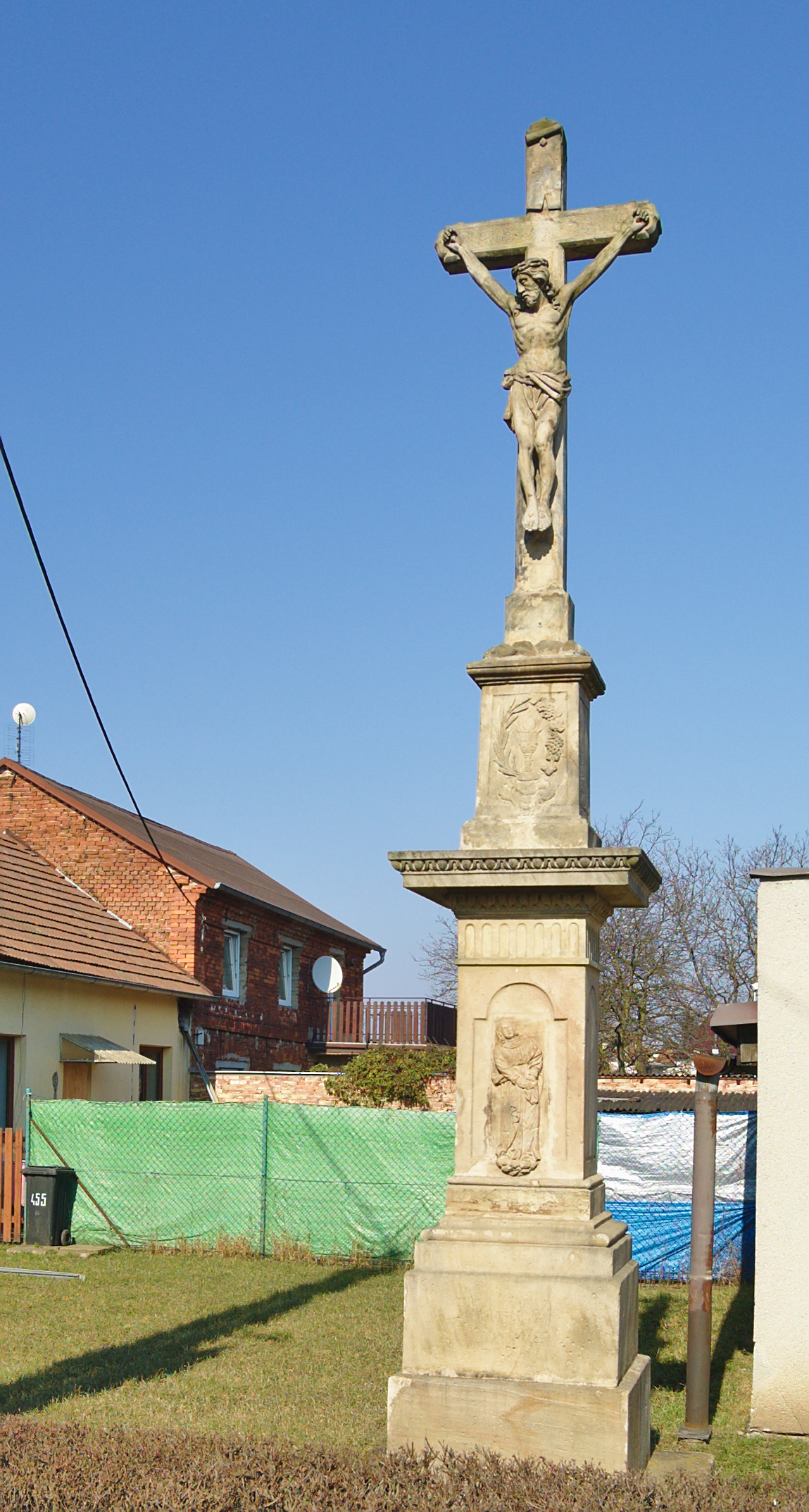
Kříž naproti domu čp. 380
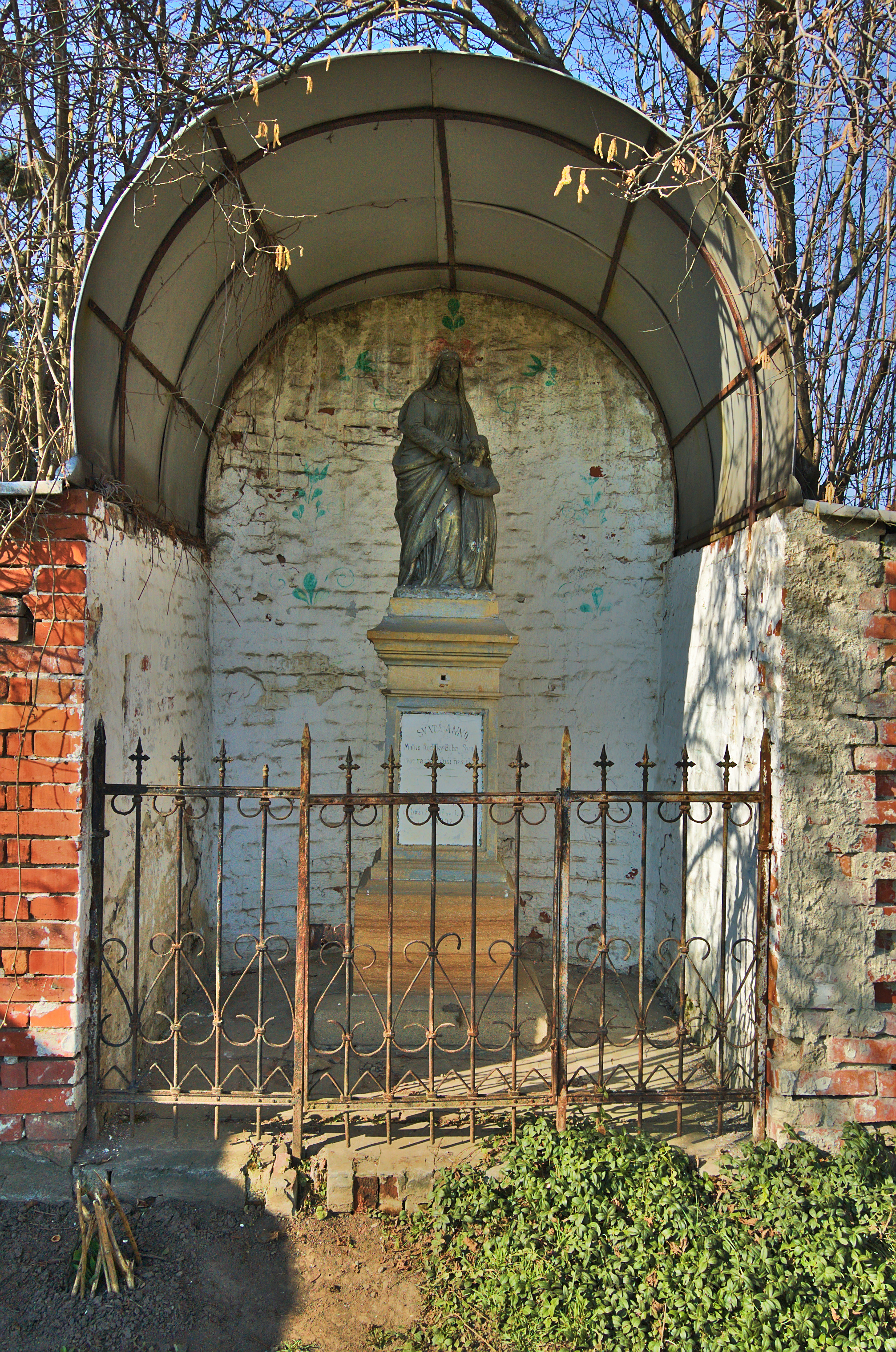
Socha svaté Anny v blízkosti zemědělského družstva
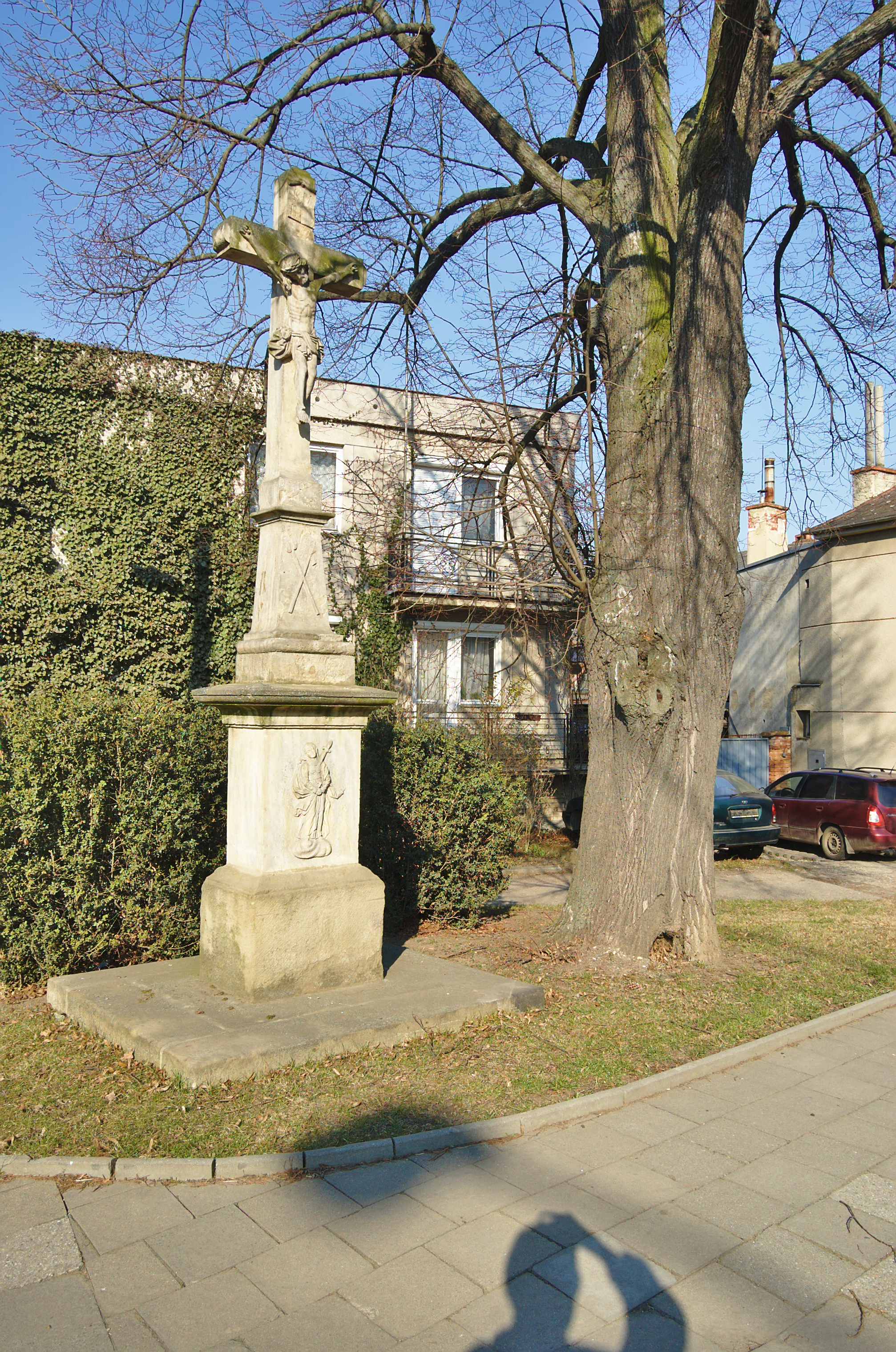
Kříž uprostřed obce
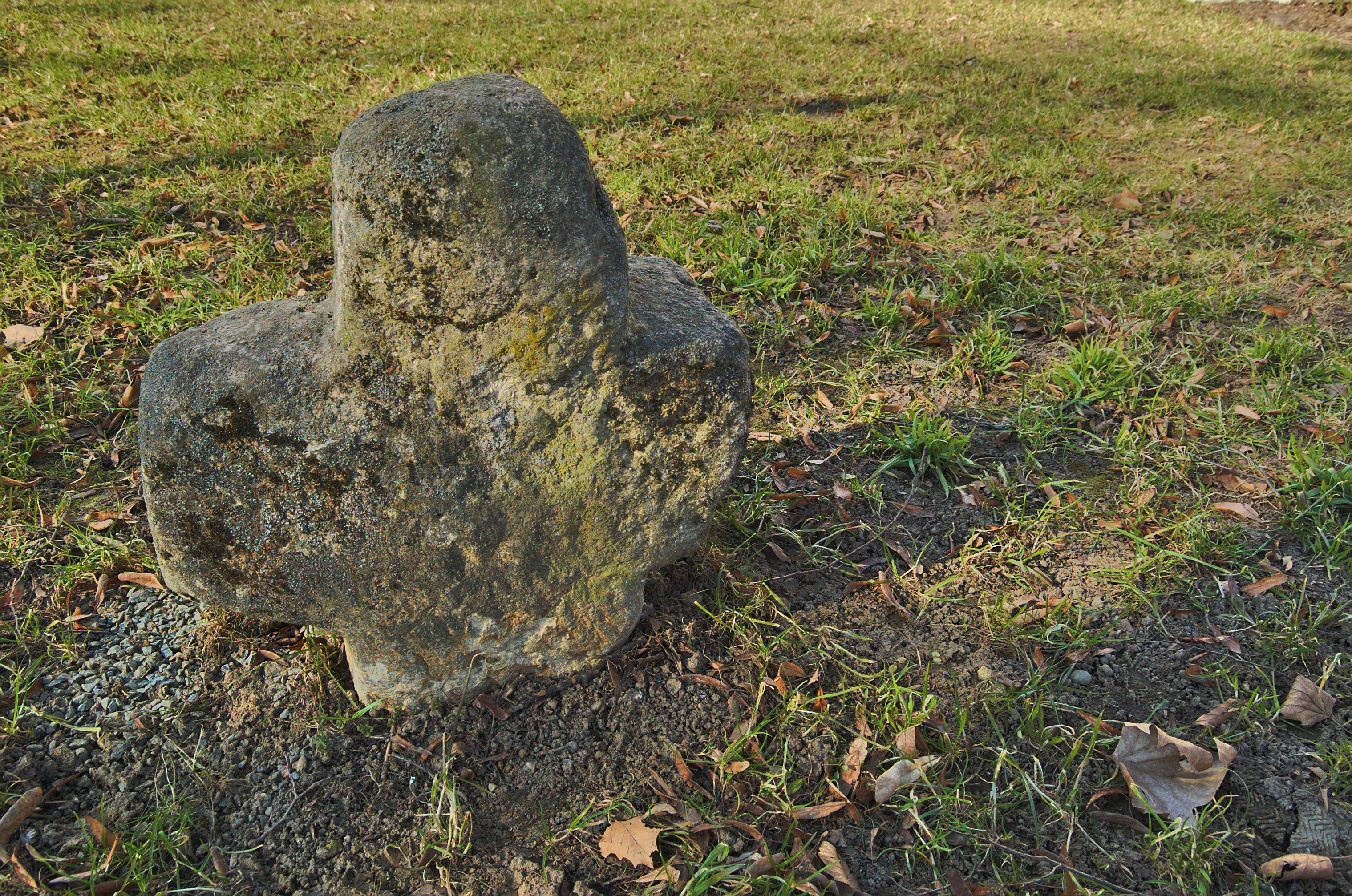
Smírčí kříž vedle kostela
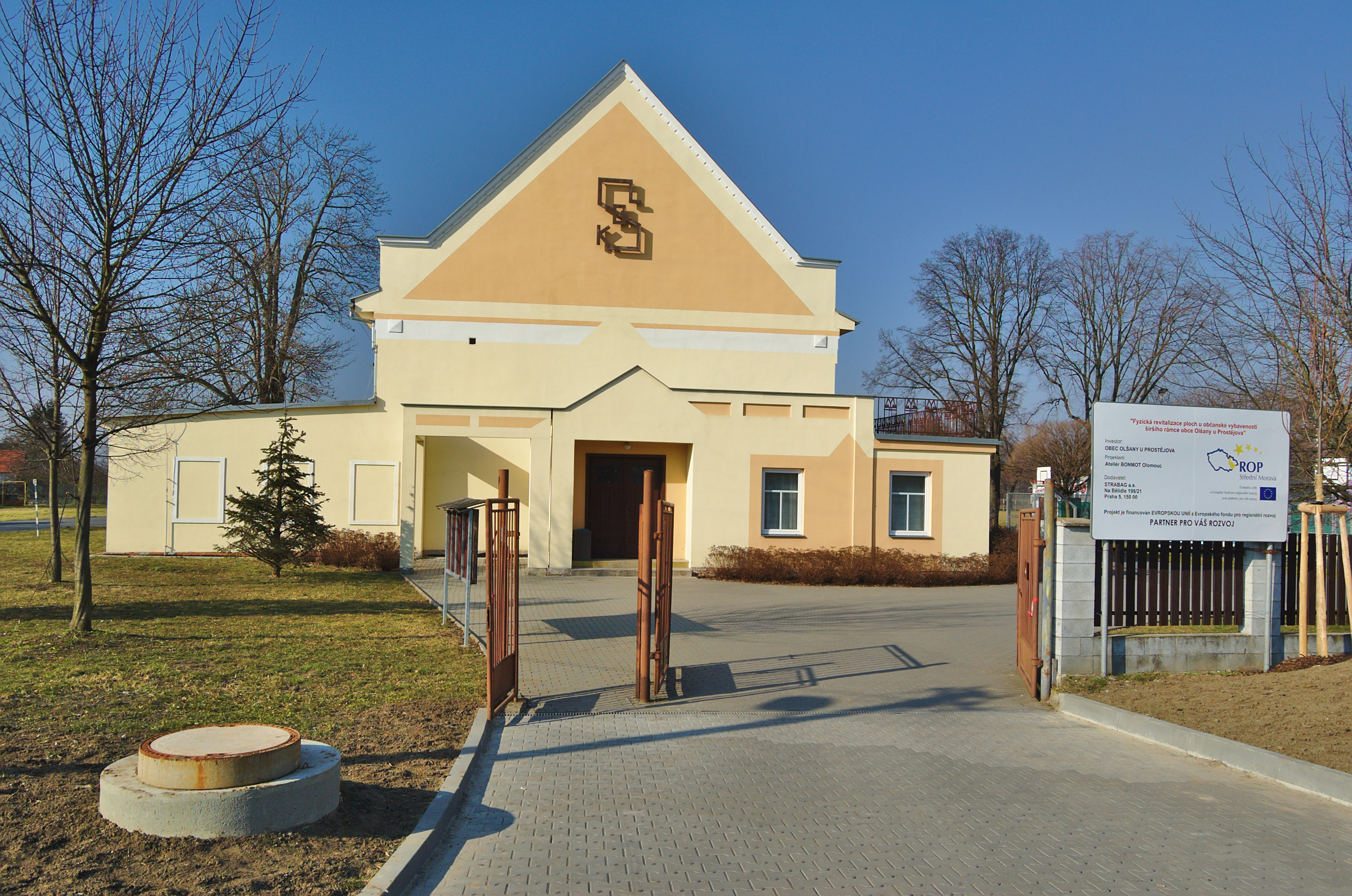
Sokolovna
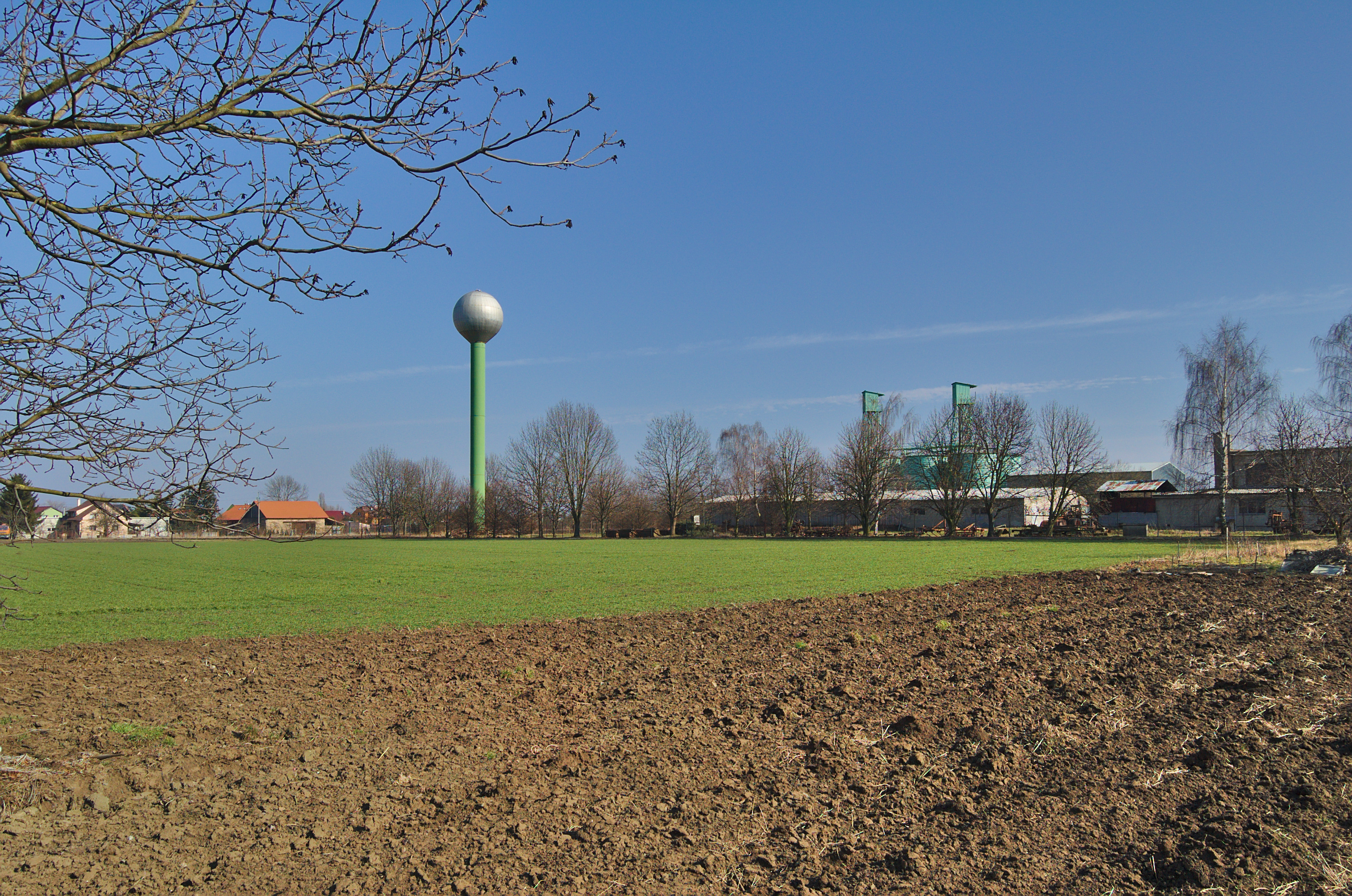
Zemědělské družstvo